# Erich Zander (Hockeyspieler)
Erich Zander (* 11. April 1905 in Kassel; † 15. April 1991 in Eutin) war ein deutscher Hockeyspieler.
Im Laufe seiner Karriere nahm Zander zweimal an Olympischen Spielen teil und gewann jeweils eine Medaille. Bei den olympischen Hockeywettkämpfen in Amsterdam spielte er bei allen vier Partien und zog nach zwei Siegen in drei Spielen in der Vorrunde gemeinsam mit dem deutschen Team in das Spiel um Bronze ein. Da dort Belgien mit 3:0 besiegt wurde, gewann Deutschland die Bronzemedaille.
Acht Jahre später war Zander erneut Olympiateilnehmer bei den Olympischen Spielen 1936 in Berlin. Nach zwei Siegen, in der Vorrunde 4:1 gegen Afghanistan und im Halbfinale 3:0 gegen die Niederlande, gelang der Finaleinzug. Hier unterlag das deutsche Team der indischen Mannschaft deutlich mit 1:8. Dennoch erreichte Zander mit der Silbermedaille seinen zweiten olympischen Erfolg.
Insgesamt bestritt Zander 33 Länderspiele für die deutsche Nationalmannschaft. Er spielte sowohl 1928 als auch 1936 für den Berliner SV 92.